# Zjerm
Zjerm (с алб. — «Огонь») — песня в исполнении албанского дуэта Shkodra Elektronike. Она была написана Беатриче Джерджи и Леке Гьелоши, продюсером выступил Коле Лача. Песня представила Албанию на песенном конкурсе «Евровидение-2025».

## Предыстория и композиция
«Zjerm» была написана Беатриче Джерджи и Леке Гьелоши, композитор — Беатриче Джерджи, а аранжировка — Коле Лача. Герджи описал песню как «личную работу с текстами, исследующими человеческое сострадание», а также назвал ее «албанской песней с современным уклоном».
Центральным мотивом песни является огонь, Zjerm, символизирующий силу, очищение и обновление. Описывается, что он связан с племенными танцами, как связующее звено между традицией и переменами.
В песне сочетаются боль, стойкость и надежда, а образы подчеркивают важность внутреннего спокойствия и стремление к миру, свободному от насилия, страданий и вреда окружающей среде. Она призывает к духовному и социальному исцелению и признанию достоинства всех людей, даже тех, кто может быть забыт или маргинализирован.

## Конкурс песни Евровидение

### Festivali i Këngës 63
Албанская телекомпания Radio Televizioni Shqiptar (RTSH) официально объявила о своем участии в конкурсе песни «Евровидение-2025» 30 сентября 2024 года, используя свой давний метод отбора участников — Festivali i Këngës. Этот турнир стал 63-м по счету национальным финалом. Конкурс, в котором приняли участие 30 человек, состоял из двух полуфиналов, которые завершились одним гранд-финалом.
 Жюри выбрало 15 финалистов, а окончательный результат был определен на основе комбинации голосов профессионального жюри, голосов из-за рубежа, поданных через онлайн-платформу (под названием «голоса диаспоры») и SMS-голосования в Албании и Косово.
Было официально объявлено, что «Zjerm» примет участие в 63-м фестивале 7 октября 2024 года. Песня участвовала в первом полуфинале 19 декабря, прошла квалификацию в финал, завоевала признание жюри и телезрителей в финале, который состоялся 22 декабря 2024 года, и получила право представлять Албанию на «Евровидении».

## Трек-лист
Цифровая загрузка/потоковая передача
1. «Zjerm» — 3:04

## История выпуска
| Регион    | Дата            | Формат                                  | Лейбл               | Прим. |
| --------- | --------------- | --------------------------------------- | ------------------- | ----- |
| Различные | 10 Декабря 2024 | Цифровая загрузка Потоковое мультимедиа | Самоосвобождающийся | [ 8 ] |